# Турош

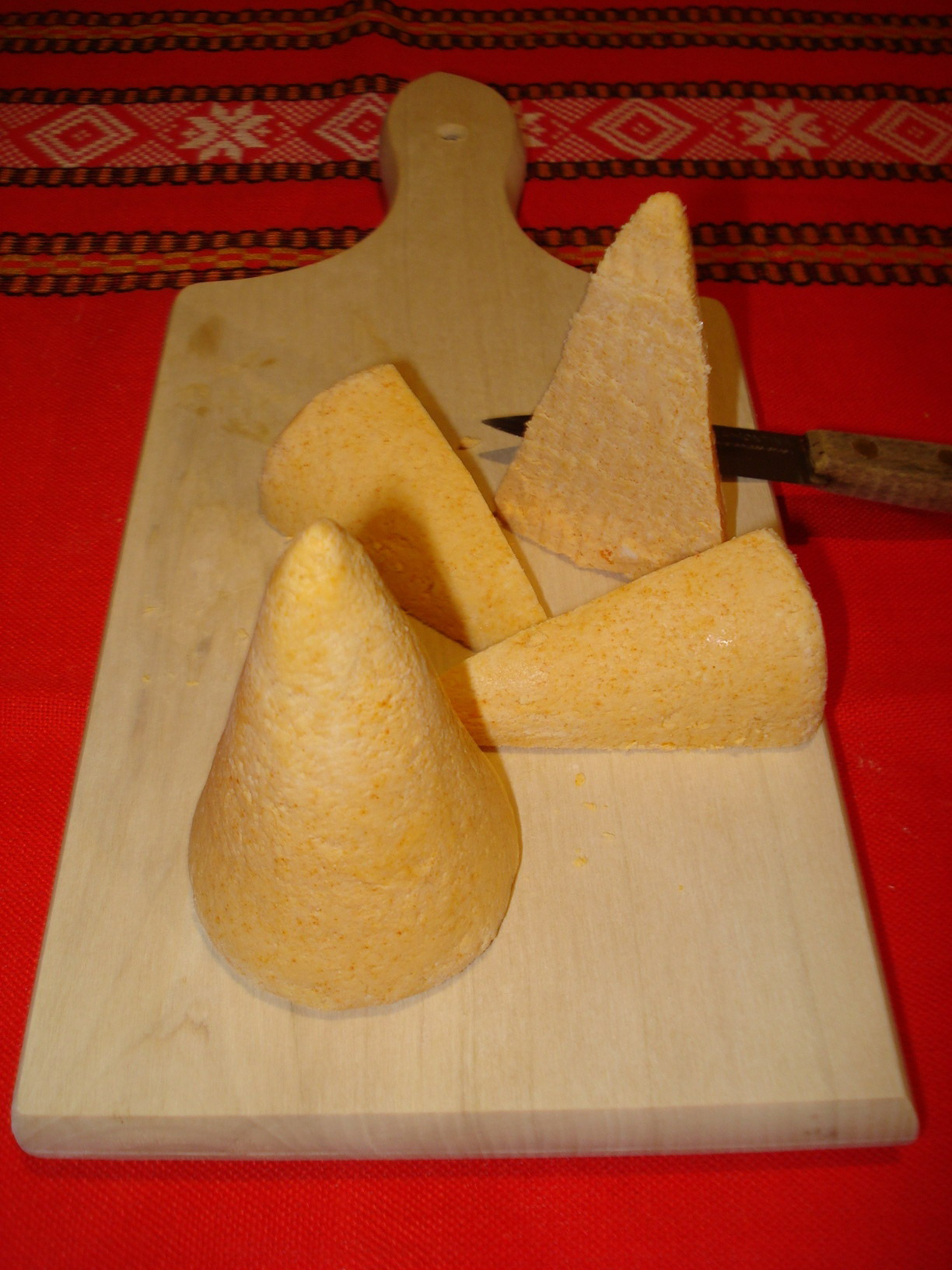
Турош

Ту́рош (хорв. Turoš) — сорт сыра, производимого из коровьего молока. Является традиционным блюдом на севере Хорватии, в Меджимурье .
Турош делается в виде ломтей конической формы из зернистого творога с добавлением соли и паприки. Благодаря добавлению паприки сыр имеет светло-оранжевый оттенок. Конусы обычно делают высотой около 6 сантиметров. После придания сыру необходимой формы его коптят или вялят в течение нескольких дней.
Название «турош» происходит из венгерского омофона «túrós», означающего «из зернистого творога» (от слова «túró» — «зернистый творог»).